# Паско, Рон
Рон Паско (фр. Ron Pasco, 3 февраля 1972, Оттава, Канада) — канадский хоккеист и тренер.

## Биография

### Хоккеиста
В начале карьеры Паско выступал за команду американского Политехнического института Ренсселера. Затем он представлял ряд других американских коллективов, а в сезоне 1996/97 представлял сборную Канады на различных европейских турнирах (причем ее хоккеисты не имели постоянного клуба). Игры в ней помогли ему перебраться в клубе Старого света. В течение 13 лет Рон Паско выступал в чемпионатах Германии, Австрии, Дании и Швеции.
Вместе с «Адлер Мангейм» канадец трижды выигрывал Немецкую хоккейную лигу.

### Тренера
Рон Паско ассистировал своему соотечественнику Крейгу Вудкрофту в «Адлер Мангейме» и в минском «Динамо». В клубе КХЛ он отвечал за работу в большинстве и по этому показателю динамовцы с реализацией 23,6 % стали четвертыми во всей лиге. Некоторое время являлся одним из тренеров молодежной сборной Польши.
Весной 2019 года вошел в штаб Даниэля Лакруа в сборной Литвы. В феврале 2020 года наставник национальной команды не смог приехать в ее расположение на предолимпийский турнир, на котором с ней самостоятельно работал Паско. Затем специалист был утвержден в должности главного тренера литовцев.

## Достижения

### Хоккеиста
- Чемпион Немецкой хоккейной лиги (DEL) (3): 1997/98, 1998/99, 2000/01.
- Обладатель Кубка Германии (1): 2004.
- Обладатель Кубка Дании (1): 2006.

### Тренера
- Бронзовый призер Первого дивизиона чемпионата мира по хоккею с шайбой (1): 2022.